# گمینا کروشنگتسه
گمینا کروشنگتسه (به لهستانی:  Gmina Krośnice) یک گمینا در لهستان است که در شهرستان میلیچ واقع شده‌است. گمینا کروشنگتسه ۱۷۸٫۷۳ کیلومتر مربع مساحت و ۷٬۹۸۷ نفر جمعیت دارد.